# Schloss Aschach (Bad Bocklet)
Schloss Aschach befindet sich in Aschach, einem Ortsteil des Marktes Bad Bocklet, im bayerischen Landkreis Bad Kissingen. Mit seinen drei Museen – dem Graf-Luxburg-Museum, dem Volkskundemuseum und dem Schulmuseum –, seinem kleinen Park und dem Restaurant gilt das Schloss als eines der interessantesten Baudenkmäler in Unterfranken.

## Geschichte

### Anfänge
Der Bau des Schlosses, das ursprünglich als Burg konzipiert war, begann im Jahr 1165 unter dem Henneberger Poppo VI. und wurde nach seinem Tod von seinem Sohn Poppo VII. fortgesetzt. Nach dessen Tod im Jahr 1245 ging das Anwesen an seinen Neffen Heinrich. Nach Heinrichs Tod im Jahr 1274 teilten seine drei Söhne ihr Erbe in die Linien Aschach, Hartenburg und Schleusingen auf.
Im 14. Jahrhundert wurde das Schloss Aschach auf Grund der finanziellen Notlage der Henneberger um 20.000 Gulden verpfändet und im Jahr 1391, als die Auslösung scheiterte, an den Gläubiger Dietrich von Bibra verkauft. Im Jahr 1401 erwarb der Würzburger Fürstbischof Johann I. von Egloffstein das Schloss, der es ab 1409 drei Jahre lang an Hildebrandt von Thüngen verpfändete. Unter Johanns Nachfolger ging das Schloss für einen Kaufpreis von 24.000 Gulden an Graf Georg von Henneberg. Der Würzburger Fürstbischof Rudolf II. von Scherenberg nutzte das damit verbundene Rückkaufsrecht und brachte das Schloss Aschach wieder in fürstbischöflichen Besitz, in dem es in den folgenden 300 Jahren blieb.

### Schloss Aschach als Residenz der Würzburger Fürstbischöfe

#### Zerstörung im Bauernaufstand von 1525
Im Jahr 1525 wurde das Schloss Aschach im Zuge des Bauernaufstandes von 1525 von den Bauern besetzt und in Brand gesteckt. Schlossherr Eiring von Rotenhan, der Amtsmann von Aschach, wurde nach Schweinfurt verschleppt. Nach Niederschlagung des Aufstandes führte Fürstbischof Konrad II. von Thüngen ein Strafgericht im gesamten Hochstift Würzburg durch. Mehr als 400 Untertanen des Amtes Aschach wurden mit Geldbußen belegt und die Bauern von Trimberg zum Wiederaufbau der Burgen Aschach, Botenlaube und Trimberg verpflichtet. Der Wiederaufbau des Schlosses Aschach war im Jahr 1527 vollendet, wovon ein Wappen aus dem Jahr 1530 an der Hoffront des Schlosses berichtet.
In der Folgezeit übernachteten regelmäßig Würzburger Fürstbischöfe auf ihren Reisen im Schloss Aschach. Ab 1542 war das Schloss zwei Jahre lang Amtssitz des Fürstbischofs Konrad III. von Bibra, als dieser vor einem Massensterben in Würzburg floh.

#### Erneute Zerstörung im Markgräflerkrieg
Im November 1553 wurde das Schloss Aschach im von Albrecht II. Alcibiades initiierten Markgräflerkrieg in den Kampfhandlungen durch Brandstiftung zerstört. Nach 20 Jahren war der Neubau des Schlosses unter Fürstbischof Friedrich von Wirsberg vollendet. Beim Wiederaufbau bekam das Schloss seine heutige Gestalt.
In der Folgezeit wurde das Schloss regelmäßig von Fürstbischof Julius Echter von Mespelbrunn aufgesucht, der sich dort auch zur Kur aufhielt. Im Jahr 1575 bekam er von einer Deputation der Schweinfurter Bürgschaft einen 180 Pfund schweren Stör geschenkt, der kurz zuvor im Main gefangen worden war und von dem der Fürstbischof ein Konterfei anfertigen und über der Tür zur Hofküche anbringen ließ. Im Schloss traf Julius Echter auch regelmäßig seinen Bruder Valentin Echter von Mespelbrunn, der 45 Jahre lang die ihm vom Fürstbischof verliehenen Ämter Aschach und Kissingen verwaltete.

#### Schloss Aschach im Dreißigjährigen Krieg
Im Oktober 1631 wurde das Hochstift Würzburg während des Dreißigjährigen Krieges vom schwedischen König Gustav II. Adolf erobert, der das Schloss Aschach seinem Oberst Graf Brandenstein schenkte. Er übergab das Schloss Aschach sowie das Amt Aschach an Oberst Graf Brandenstein als Geschenk. Im Jahr 1633 verloren die Schweden das Hochstift Würzburg und damit das Schloss wieder an die kaiserlichen Truppen. In der Zeit nach dem Krieg veranstalteten die Fürstbischöfe diverse gesellschaftliche Ereignisse auf dem Schloss und nahmen kleine Umbauarbeiten vor. So wurde beispielsweise die enge alte Wendeltreppe am Portal durch eine geräumige Freitreppe ersetzt. Durch das von Balthasar Neumann unter Fürstbischof Friedrich Karl von Schönborn-Buchheim errichtete Sommerschloss Werneck und die europaweiten Wirren der Französischen Revolution verlor das Schloss Aschach im Lauf der Zeit seinen Status als fürstbischöfliche Residenz.

### Schloss Aschach unter der Fabrikantenfamilie Sattler
Nachdem durch die Säkularisation von 1803 viele Bauwerke, die in den Besitz des bayerischen Königs kamen, ihre sakrale Funktion verloren hatten und veräußert oder abgerissen worden waren, wurde das Schloss Aschach im Jahr 1829 für 5.000 Gulden an den Schweinfurter Industriellen Wilhelm Sattler verkauft, der in dem Anwesen die Einrichtung einer Steingut- oder Englisch-Porzellan-Fabrik plante. Das Finanzministerium befürwortete dieses Vorhaben zur Förderung der Rhöner Industrie und bat König Ludwig I. erfolgreich um den Verkauf des Schlosses an Sattler. Ihm wurde vom kunstverständigen König lediglich zur Auflage gemacht, das Äußere des Schlosses nicht zu verändern. Wilhelm Sattler wurde in der Leitung der Porzellanfabrik von seiner Ehefrau, der gelernten Malerin Katharina Sattler geb. Geiger, unterstützt, die die Geschäftsbücher führte und die Porzellanprodukte künstlerisch gestaltete. In diesem Zusammenhang entwarf sie zahlreiche Veduten von Aschach und Umgebung.
Die Umsätze gingen jedoch auf Grund der Konkurrenz billigerer Massenartikel aus England stetig zurück, so dass im Jahr 1860, ein Jahr nach Sattlers Tod, der Betrieb stillgelegt und das Inventar versteigert wurde. Zunächst hatte Fichtel aus Schweinfurt, einer von Sattlers Schwiegersöhnen und Erben, eine Spinnereifabrik im Schloss Aschach einrichten wollen, ließ dann aber seinem Schwager Anton Sattler den Vortritt, der eine Wiederherstellung des Schlosses im „ursprünglichen Stile“ vornahm und eine umfangreiche Kunstsammlung anlegte. Aus unbekannten Gründen versteigerte Anton Sattler 1868 die Kunstsammlung und das Inventar des Schlosses und verkaufte das Schloss drei Jahre später an seinen Bruder Ernst Sattler aus Coburg für 32.000 Gulden.

### Schloss Aschach unter dem Grafengeschlecht von Luxburg

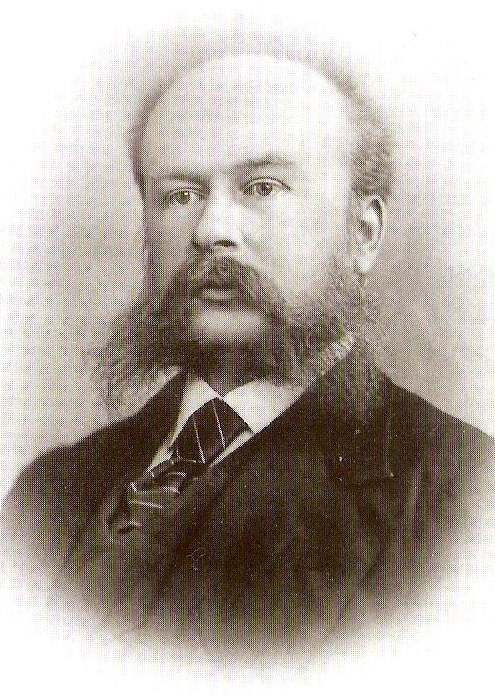
Friedrich Graf von Luxburg (1875)

Im Frühjahr 1873 fand sich schließlich in Friedrich von Luxburg, dem königlich-bayerischen Regierungspräsidenten von Unterfranken und Aschaffenburg, für einen Kaufpreis von 72.000 Goldmark sowie weitere 56.000 Goldmark für Umbau, Wiederherstellung und Einrichtung ein neuer Eigentümer für das Schloss Aschach. Er engagierte sich mit der Unterstützung von Jens Sattler, einem Sohn von Walter Sattler, für eine künstlerische Erneuerung des Schlosses, die vom Würzburger Stadtbaumeister Josef Scherpf (1822–1894) durchgeführt wurde. Auch unter Graf von Luxburg entstand, unterstützt vom Kissinger Kunstsammler Karl Streit, im Schloss Aschach eine umfangreiche Kunstsammlung.
Reichskanzler Fürst Otto von Bismarck stattete zwischen 1876 und 1893 fast jedes Jahr während seiner Kuraufenthalte, die er in der Oberen Saline in Hausen (heute Stadtteil von Bad Kissingen) verbrachte, dem Schloss Aschach einen Besuch ab, auch zum Mittagsschlaf. Bismarck fand in Graf Luxburg, einem ehemaligen Mitglied des Reichstages, einen guten Gesprächspartner. Zu gewissen Verstimmungen kam es, als Graf Luxburg in seiner Funktion als Reichstagsabgeordneter einmal gegen eine Gesetzesvorlage Bismarcks gestimmt hatte. Doch die Verstimmung währte nicht lange; Bismarck besuchte Graf Luxburg erneut. Nach Bismarcks Entlassung ignorierte Graf Luxburg die Anweisung aus Berlin, den ehemaligen Reichskanzler nicht mehr zu beachten, und behandelte Bismarck wie früher.
Nach dem Tod von Graf Luxburg im Jahr 1905 kümmerten sich sein zweiter Sohn, Karl von Luxburg, und dessen Ehefrau Carola um das Schloss Aschach und die Kunstsammlung. Am Ende des Zweiten Weltkrieges – Karl Graf von Luxburg und seine Ehefrau hielten sich zu Kriegsbeginn im Jahr 1939 in Südamerika auf und konnten kriegsbedingt erst 1949 zurückkehren – beherbergte das Schloss in den Kampfzeiten mehrere hundert US-Soldaten. In den letzten Kriegstagen im Jahr 1945 wurde es vorübergehend Hauptquartier von Generalfeldmarschall Ewald von Kleist. Die Bausubstanz des Schlosses überstand den Zweiten Weltkrieg ohne größere Schäden.

### Schloss Aschach als Museum
Im Jahr 1955 beschloss der inzwischen 84-jährige Karl Graf von Luxburg, der keine direkten Nachkommen hatte, Schloss Aschach mit seinem gesamten Inventar und allen Grundstücken dem Bezirk Unterfranken zu schenken. Mit dem am 14. November 1955 vollzogenen Eigentümerwechsel verpflichtete sich der Bezirk, das Schloss sowie dessen Kunstsammlung für die Nachwelt zu erhalten sowie der Allgemeinheit zu kulturellen und repräsentativen Zwecken zugänglich zu machen. Nach Luxburgs Tod im Jahr 1956 wurde das Große Schloss unter der Leitung des damaligen Direktors des Mainfränkischen Museums, Max Hermann von Freeden, behutsam als Schlossmuseum umfunktioniert, das am 21. Juni 1957 eröffnet wurde.
Später wurden weitere Gebäude auf dem Schlossgelände zu Museen umgebaut. 1982 wurde im ehemaligen Försterhaus ein Schulmuseum eingerichtet. In der barocken Zehntscheune wurde 1984 ein Volkskundemuseum eröffnet.
Unter Annette Späth, der Museumsleiterin von 2001 bis Anfang 2018, wurden die Museen Schloss Aschach grundlegend modernisiert und verbessert. Im Juni 2018 trat Josefine Glöckner die Nachfolge von Annette Späth als Leiterin der Museen Schloss Aschach an.
Im Jahr 2017 wurde das Graf-Luxburg-Museum wegen Baumaßnahmen und der Neukonzeption der Dauerausstellung geschlossen. Die Wiedereröffnung des neu konzipierten Graf-Luxburg-Museums fand im Juli 2020 statt.

## Museen Schloss Aschach

### Graf-Luxburg-Museum
Im Graf-Luxburg-Museum wurden 29 der insgesamt 36 Räume, welche die Grafen von Luxburg nutzten, museal aufgearbeitet. In den Räumlichkeiten, deren familiärer Charakter gewahrt blieb, kann man die wertvollen Sammlungen der Grafen von Luxburg besichtigen, unter anderem Gemälde wie Judith mit dem Haupte des Holofernes von Lucas Cranach dem Älteren und Taufe Christi von Michael Wohlgemut, Skulpturen, Augsburger Silber, Porzellan, Möbel sowie die bedeutende Sammlung ostasiatischer Kunst.

### Schulmuseum

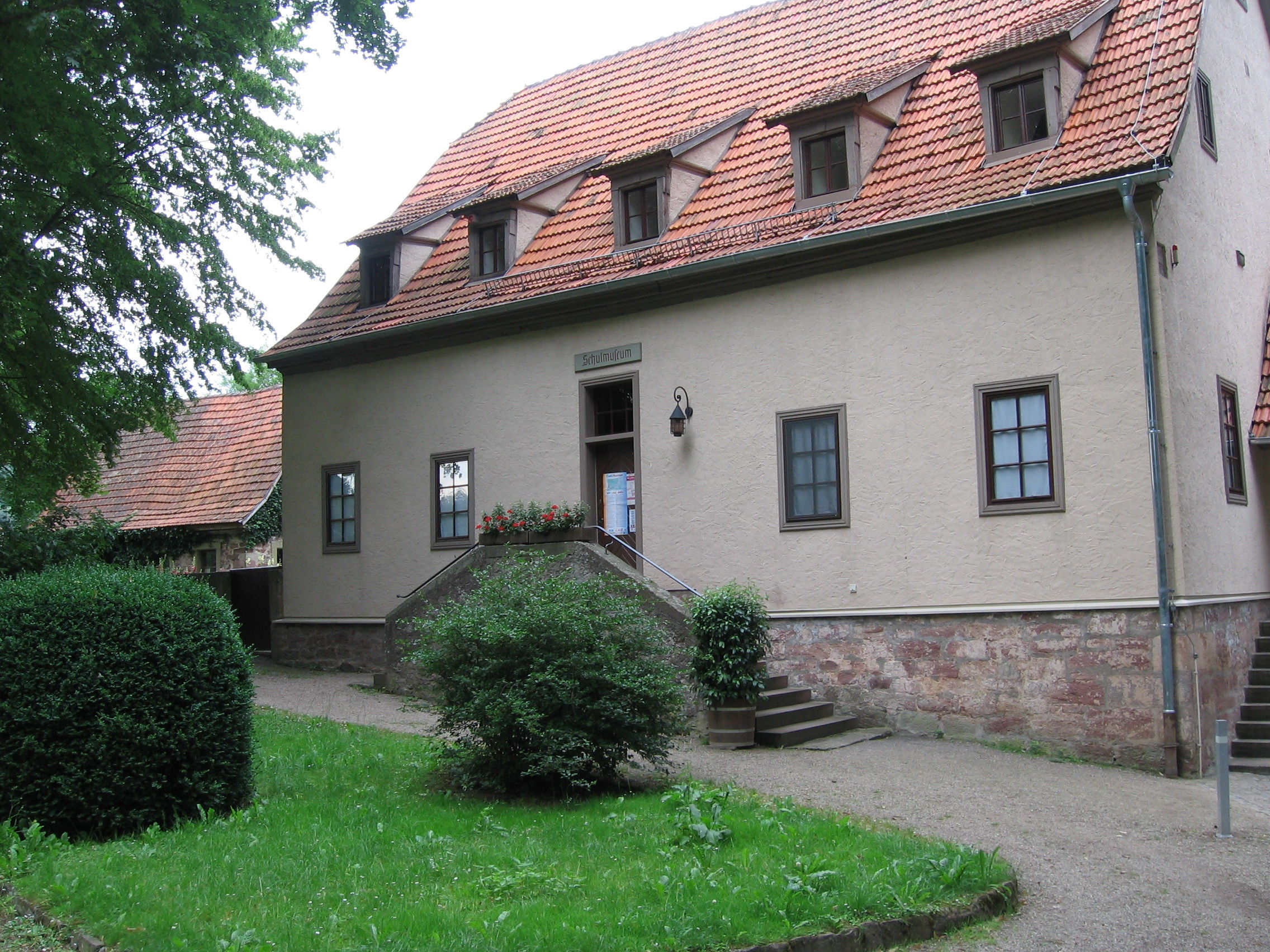
Das Schulmuseum im ehemaligen Försterhaus

Seit 1982 ist im ehemaligen Försterhaus auf dem Schlossgelände das Schulmuseum untergebracht. Das Material dafür war bereits seit 1972, hauptsächlich vom ehemaligen Einklasslehrer und späteren Rektor Rudolf Erben, zusammengetragen worden. Hauptattraktion ist der Schulsaal mit seiner Einrichtung aus der Zeit zwischen 1850 und 1900. Dazu kamen eine umfangreiche Sammlung alter Wandbilder und Landkarten sowie Utensilien für den Lese-, Schreib- und Rechenunterricht.

### Volkskundemuseum
Seit 1984 ist in der barocken Zehntscheune von 1692 ein Volkskundemuseum untergebracht. Im Eingangsbereich befinden sich Mobiliar und Verkaufsgegenstände eines alten Dorfladens. Im Erdgeschoss sind landwirtschaftliche Geräte ausgestellt, die im Laufe eines Jahres auf den Bauernhöfen verwendet wurden. Das ländliche Leben der Rhöner Bevölkerung von 1850 bis 1950 wird im Obergeschoss thematisiert.
Die Museumsscheune wird als Ausstellungsfläche für Sonderausstellungen genutzt.

### Sonderausstellungen (Auswahl)
- Griffel, Füller, Tintenkiller. Volksschulen im ländlichen Bayern 1945–1970  (14. April 2014 – 31. Oktober 2014)
- "Die schöne Rhön" – Der Fotograf Hermann Eckert und die Anfänge des Tourismus in der Rhön (26. April 2015 – 31. Oktober 2015)
- Hier bin ich Mensch, hier kauf ich ein – Warenversorgung in Unterfranken (25. April 2016 – 30. Oktober 2016)
- Zauberschloss und Märchenwald – Leben und Werk der Brüder Grimm (23. April 2017 – 10. September 2017)
- Wenn die Alten erzählen – Dialekt und Lebensart in Unterfranken (8. April 2018 – 9. September 2018)
- Patente Franken (2. April 2019 – 15. September 2019)[37][38]
- Woher|Wohin – Eine Ausstellung vom Ankommen und Weggehen (6. Juni 2020 – 30. August 2020)[39][40]
- Rund um die Burg (24. Juli 2021 – 12. September 2021)[41]
- Sport – Eure Geschichten aus Unterfranken (4. Juni 2022 – 31. Juli 2022)[42]
- Gärten in Unterfranken – Mensch und Natur im Porträt (22. April 2023 – 10. September 2023)[43]
- Gekauft! Unterfranken handelt (4. Mai 2024 – 8. September 2024)[44]
- Was zieh ich nur an? Unterfranken zwischen Trends und Tradition (11. April 2025 – 9. November 2025)[45]

## Bilder

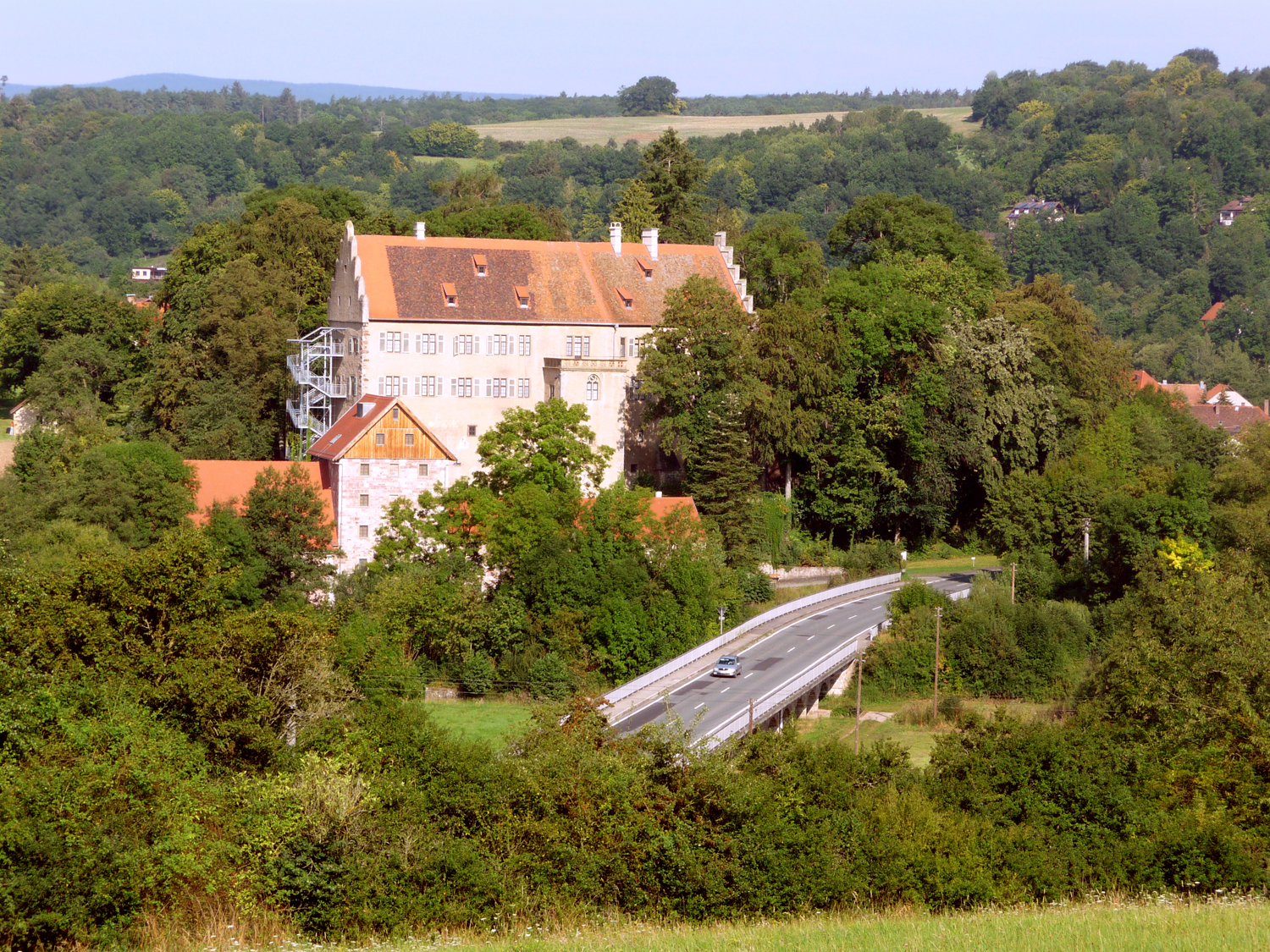
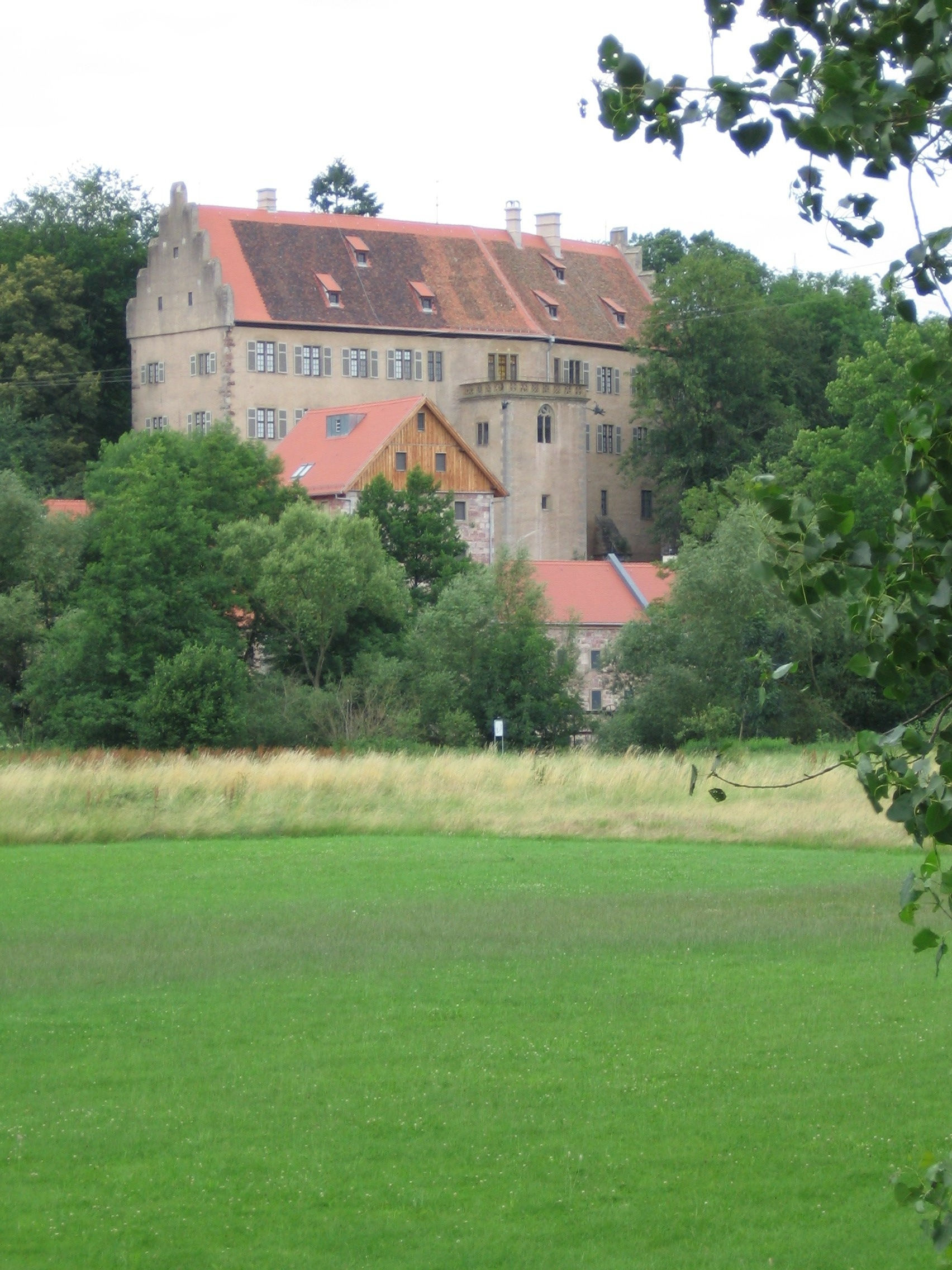
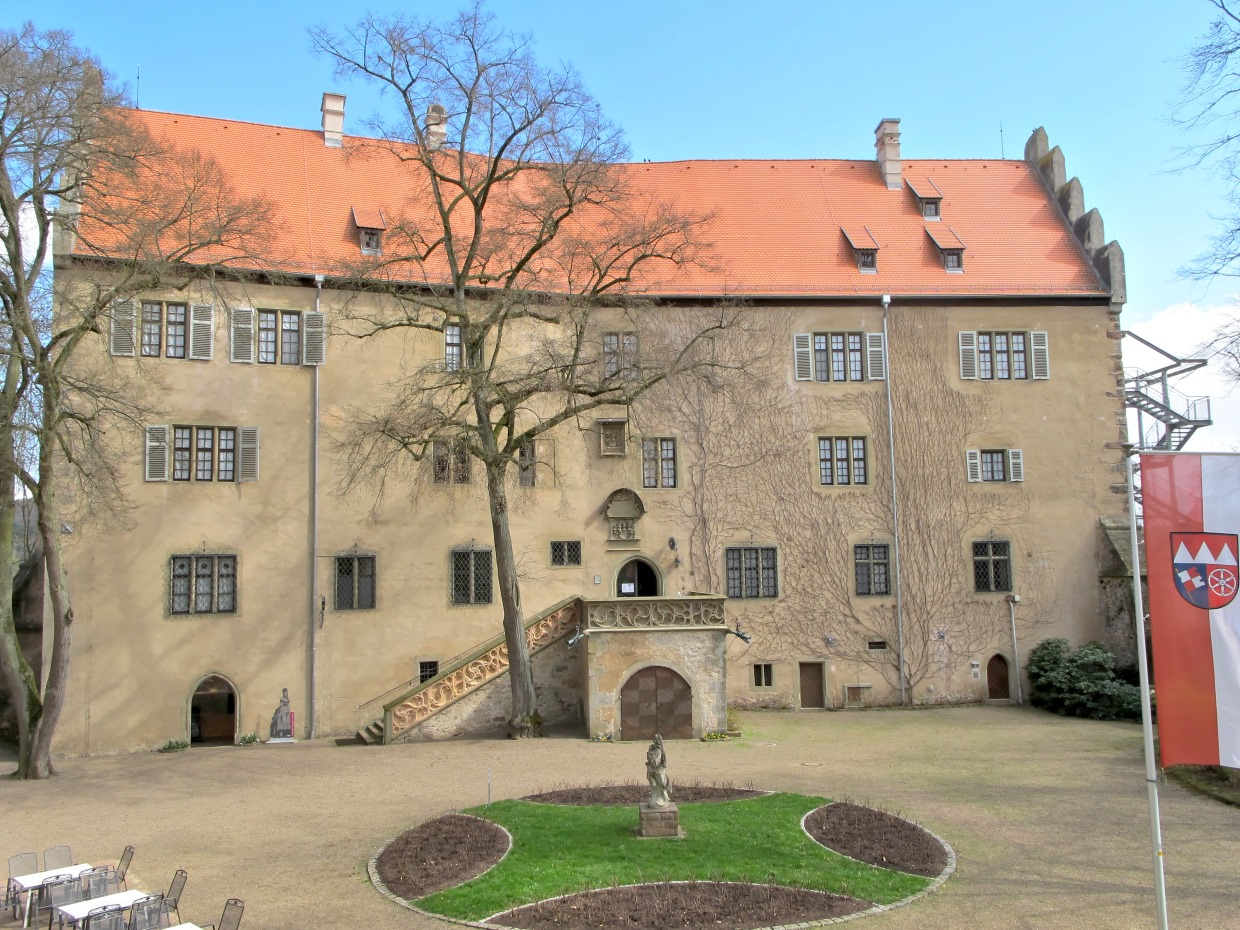
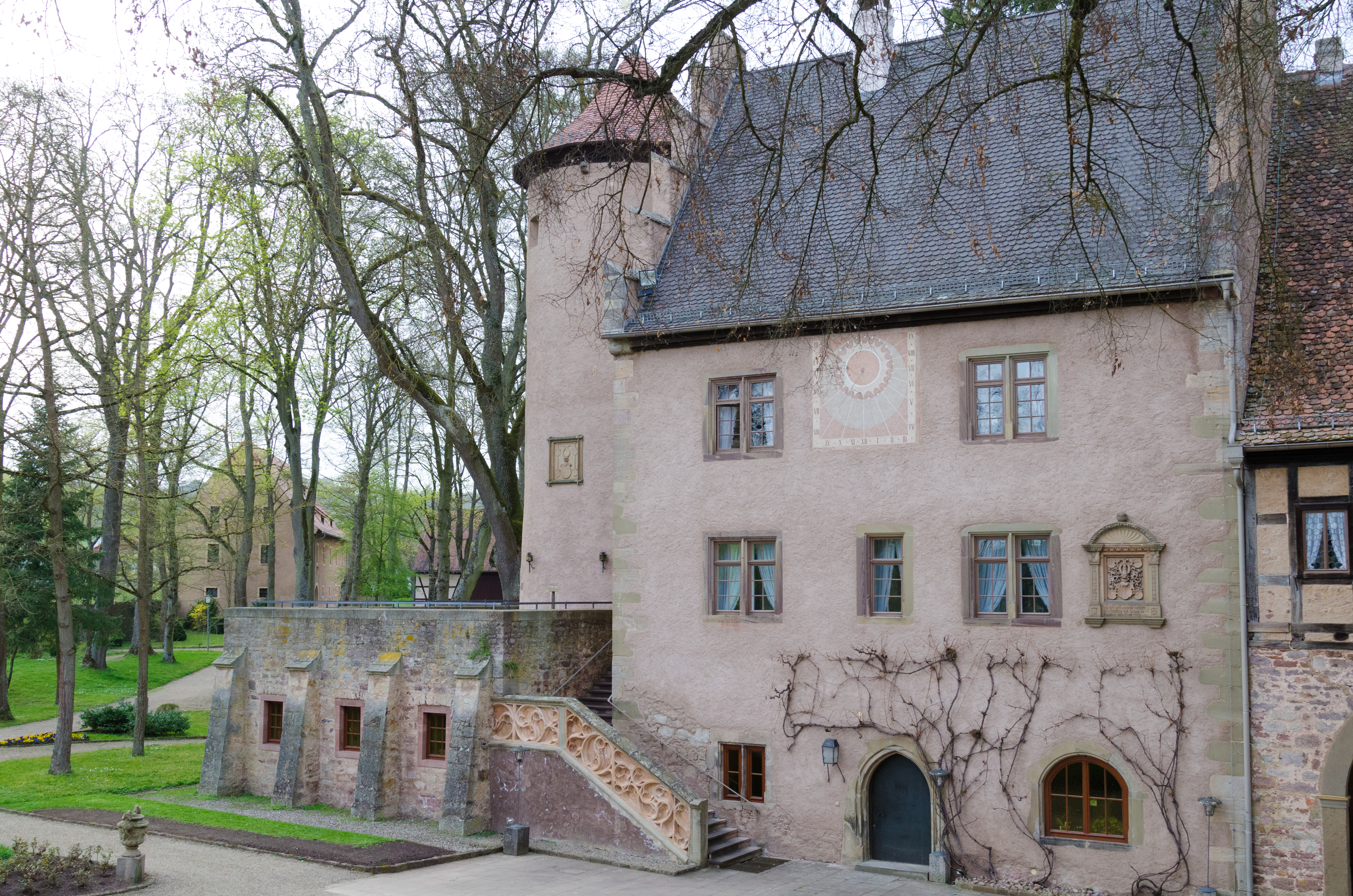
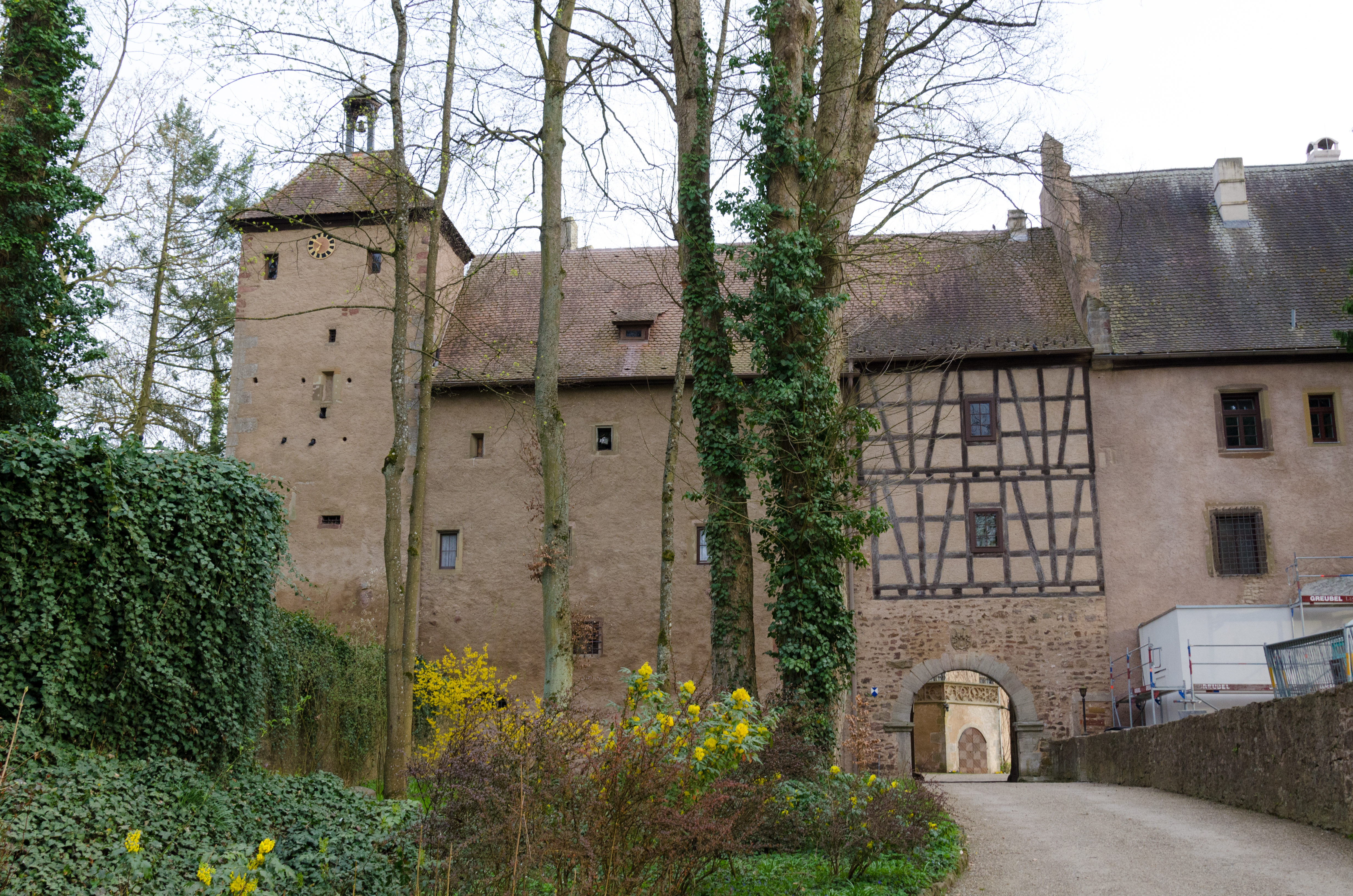
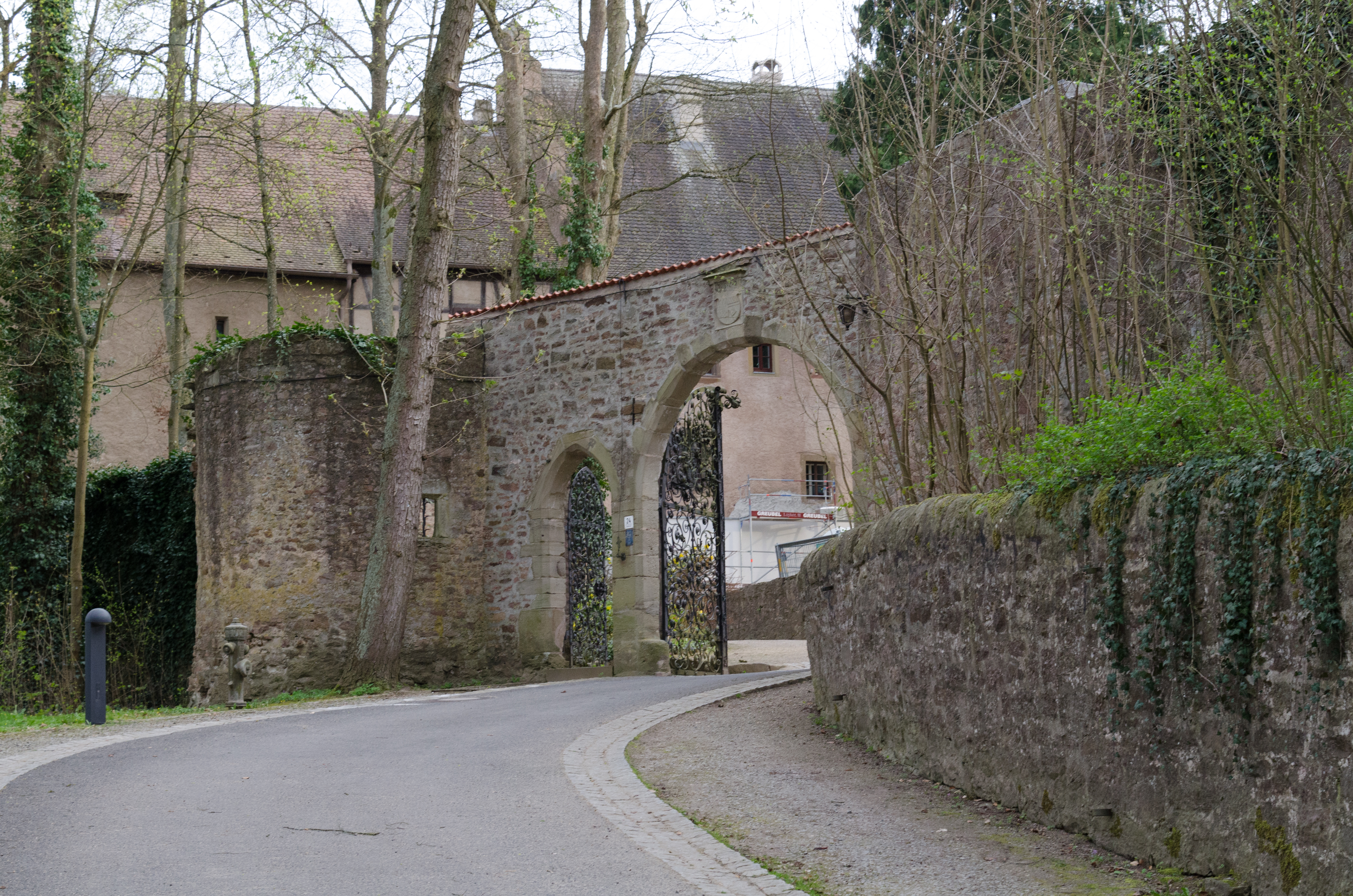

## Liste der Eigentümer und Besitzer von Schloss Aschach
| Zeitspanne | Besitzer                                   |
| ---------- | ------------------------------------------ |
| 1165–1391  | Grafen von Henneberg                       |
| 1391–1407  | Herren von Bibra                           |
| 1407–1409  | Bischöfe von Würzburg                      |
| 1409–1412  | Herren von Thüngen                         |
| 1412–1434  | Bischöfe von Würzburg                      |
| 1434–1491  | Grafen von Henneberg                       |
| 1491–1631  | Bischöfe von Würzburg                      |
| 1631–1632  | Gustav II. Adolf, König von Schweden       |
| 1632–1634  | Graf von Brandenstein                      |
| 1634–1802  | Bischöfe von Würzburg                      |
| 1802–1805  | Kurfürst von Kurpfalz-Bayern               |
| 1805–1814  | Kurfürst, nachmals Großherzog von Würzburg |
| 1814–1829  | Könige von Bayern                          |
| 1829–1873  | Familie Sattler                            |
| 1873–1955  | Grafen von Luxburg                         |
| Seit 1955  | Bezirk Unterfranken                        |